# 197
| [ Edytuj tabelę ] |                                        |
| Cesarz Chin       | - 189 Han Xiandi 220                   |
| Władca Korei      | - 179 Kogukch’ŏn 197 - 197 Sansang 227 |
| Papież            | - 189 Wiktor I 199                     |
| Król Partów       | - 191 Wologazes V 208                  |
| Cesarz Rzymu      | - 193 Septymiusz Sewer 211             |

Rok 197 / CXCVII
stulecia: I wiek ~
II wiek ~
III wiek

lata: 187 «
192 «
193 «
194 «
195 «
196 «
197
» 198
» 199
» 200
» 201
» 202
» 207

## Wydarzenia
- 19 lutego – cesarz rzymski Septymiusz Sewer pokonał uzurpatora Klodiusza Albinusa w bitwie pod Lugdunum (Lyon).
- Początek II wojny partyjskiej.
- Rzymianie ponownie złupili Ktezyfon.
- Septymiusz Sewer utworzył prowincję Mezopotamię.
- Koniec rozpoczętej w 192 roku wojny domowej w cesarstwie rzymskim.